# كرايغ جارنر
كرايغ جارنر (12 يوليو 1971 - ) (بالإنجليزية: Craig Garner)‏ هو لاعب كريكت نيوزلندي.